# Gare de Paris-Tolbiac
La gare de Paris-Tolbiac est une ancienne gare ferroviaire française de la ligne de Paris-Austerlitz à Bordeaux-Saint-Jean, qui était située quartier de la Gare, dans le 13e arrondissement de Paris en région Île-de-France.
Mise en service dans les années 1840 par la Compagnie du chemin de fer de Paris à Orléans (PO), elle devient ensuite une gare de la Société nationale des chemins de fer français (SNCF). Elle est définitivement fermée en juin 2001 pour être détruite afin de permettre l'opération d'aménagement de Paris Rive Gauche.

## Situation ferroviaire
La gare de Paris-Tolbiac était située au point kilométrique (PK) 1,300 de la ligne de Paris-Austerlitz à Bordeaux-Saint-Jean, entre les gares d'Austerlitz et du boulevard Masséna.
Depuis sa création, la gare de la Bibliothèque François-Mitterrand est la plus proche du site de l'ancienne gare de Paris-Tolbiac.

## Histoire

### Gare de la Compagnie du PO
Après la construction de « l'embarcadère du Jardin des Plantes » par la Compagnie du chemin de fer de Paris à Orléans (PO) et la mise en service du premier tronçon de la ligne, jusqu'à Corbeil, le 20 septembre 1840, les installations nécessaires au service s'étendent à l'est de l'embarcadère. 
La ligne est établie sur des terres basses entre la « Gare d'eau » sur la berge de la Seine et le « quartier de la Gare ». L'accroissement de l'activité du chemin de fer va nécessiter de nouvelles installations qui vont totalement isoler le quartier de la berge. Les ateliers, le dépôt du Chevaleret et la gare marchandises du PO occupent dès 1859 les terrains situés entre la rue du Chevaleret et le quai de la Gare. À la fin des années 1870, la Compagnie réalise des embranchements particuliers pour faciliter et développer les transferts de marchandises entre le transport par voie fluviale et celui par chemin de fer.

### Gare de la SNCF
À partir de 1938, la Société nationale des chemins de fer français (SNCF) va utiliser ce site pour diverses activités au fil du temps, dont la gestion d'un triage, et y crée notamment un centre d'expédition de courrier, pondéreux, messagerie et routage (en 1971), ainsi qu'un terminal du service auto-train. Ce terminal spécialisé prend en charge les véhicules des voyageurs (voitures, motos, scooters…) et les transporte jusqu'à une autre gare auto-train du même type : Biarritz, Bordeaux, Briançon, Brive, Tarbes et Toulouse.

### La fin de la gare
Au début des années 1980, le développement de Paris donne une nouvelle importance à cet espace situé en bordure de la Seine et utilisé par des installations industrielles et ferroviaires déclinantes. Comme la Ville de Paris, la SNCF prend conscience que ses emprises ne sont pas valorisées, sous-utilisées ou pouvant être déplacées, comme la grande halle du centre de tri de la Sernam, dans des lieux plus éloignés du centre de Paris. L'emprise de la gare de Paris-Tolbiac est finalement vendue par la SNCF à un office HLM.